# Traganek wytrzymały
Traganek wytrzymały (Astragalus frigidus (L.) A. Gray) – gatunek roślin należący do rodziny bobowatych.

## Zasięg występowania
Gatunek euroazjatycki. Występuje w rozproszeniu, na izolowanych obszarach, głównie w górach i na dalekiej północy. W Europie występuje tylko w Alpach, Karpatach, północnych regionach Niżu Wschodnioeuropejskiego i w Skandynawii. Na terenie Polski występuje w Tatrach i to tylko w Tatrach Zachodnich na nielicznych stanowiskach: Dolina Litworowa, Dolina Mułowa, Kobylarz, Kobylarzowa Igła, Kobylarzowy Żleb, Kozi Grzbiet, Mała Świstówka, Skrajna Małołącka Turnia, Rzędy Tomanowe, Wielka Świstówka, Wielka Turnia, Żleb Kirkora.

## Morfologia

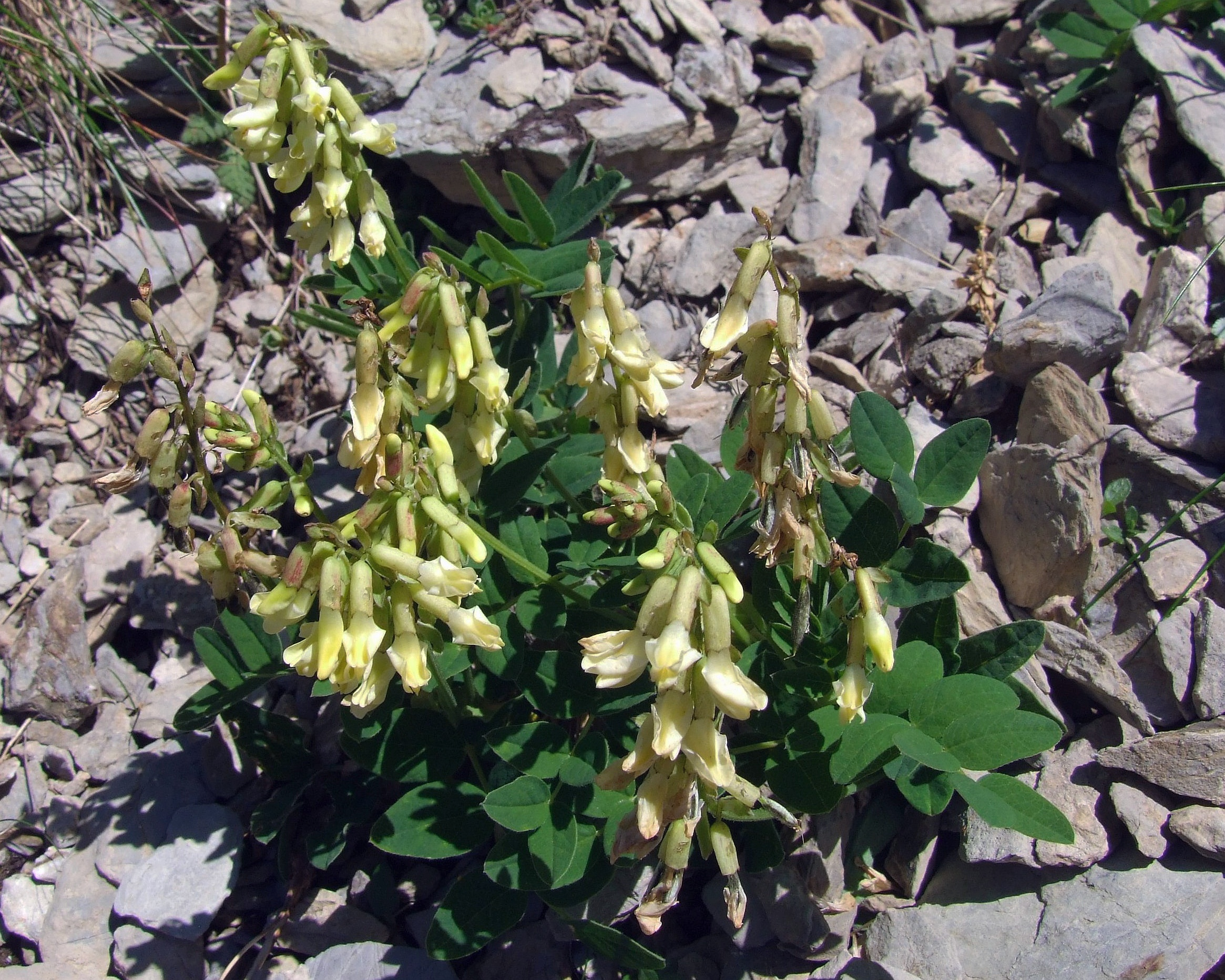
Pokrój

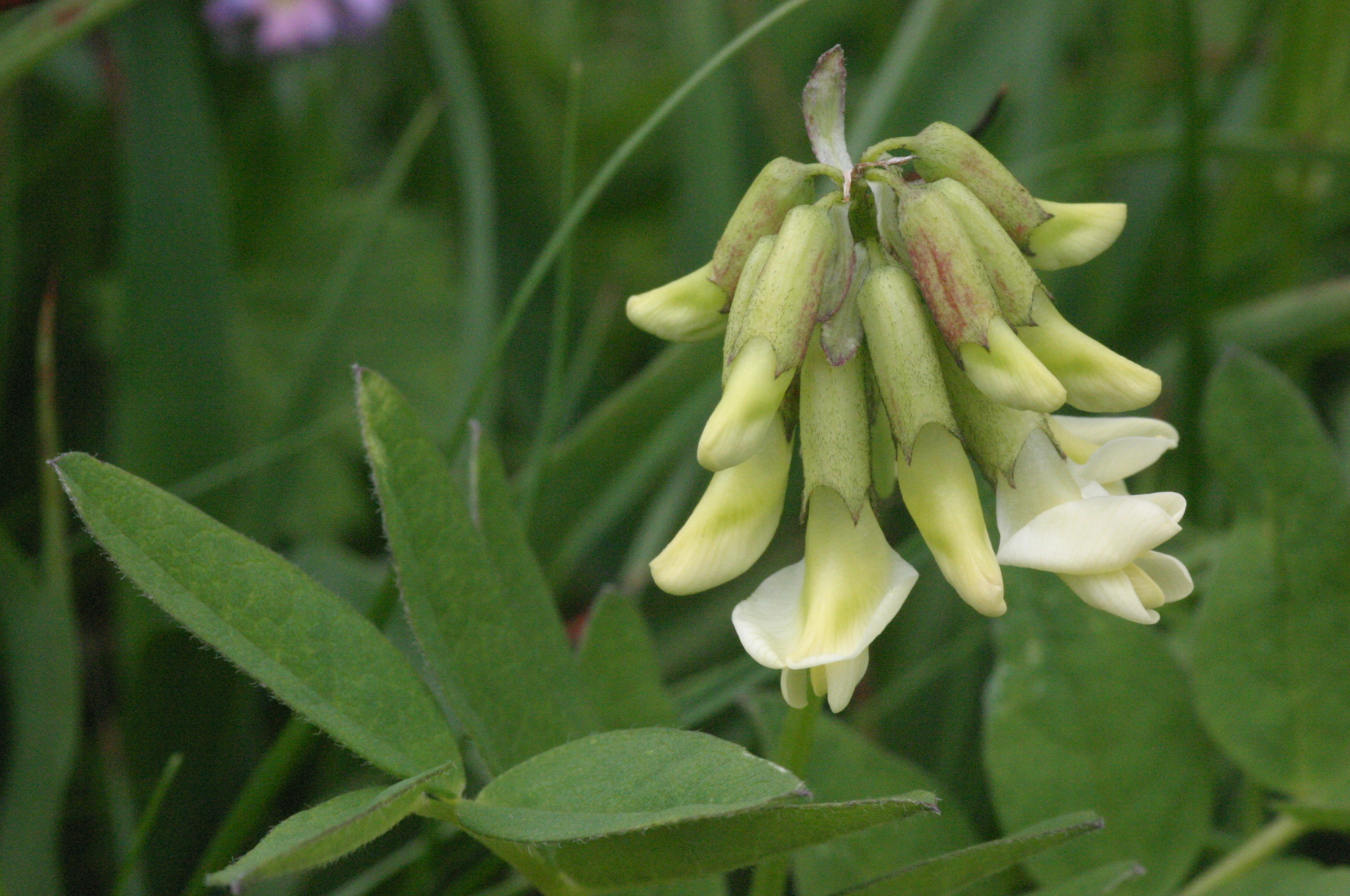
Kwiatostan

PokrójRoślina tworząca kępy o pokładających się i podnoszących pędach. Wszystkie włoski są pojedyncze. Przyrastają tylko jednym końcem, a drugi mają wolny.
ŁodygaNaga lub słabo owłosiona, wysokości 15–30 cm.
LiścieZłożone z 3-5 par jajowatych, dużych i zaokrąglonych listków z dużymi, jajowatymi lub okrągłymi przylistkami.
KwiatyMotylkowe, wyrastające na szypułkach i zebrane w luźny kwiatostan. Kwiat wraz z szypułką jest dłuższy od listka, nad którym wyrasta. Kwiaty są jasnożółte i jednobarwne. Kielich w górnej części owłosiony czarnymi włoskami.
OwocWyrastający na cienkim trzonku eliptyczny i wydęty strąk o długości do 3 cm i szerokości do 1 cm. Jest owłosiony.

## Biologia i ekologia
Bylina, hemikryptofit. Kwitnie od lipca do sierpnia, rozmnaża się przez nasiona. Około 40–60% pędów zakwita, pozostałe to pędy płonne. W Tatrach występuje głównie w piętrze halnym, zazwyczaj na świetlistych i skalistych miejscach, wyłącznie na podłożu wapiennym. Gatunek charakterystyczny dla Ass. Festuco versicoloris-Seslerietum. Liczba chromosomów 2n = 16 Ga 3, 4, 5, 6

## Zagrożenia
Kategorie zagrożenia gatunku:
- Według klasyfikacji IUCN z 2001 jest gatunkiem narażonym na wyginięcie (kategoria VU)[6]
- Kategoria zagrożenia w Polsce według Czerwonej listy roślin i grzybów Polski (2006, 2016)[10][11]: VU (narażony na wyginięcie)
- Kategoria zagrożenia w Polsce według Polskiej czerwonej księgi roślin (2001): EN (endangered, zagrożony); 2014: VU (narażony)[12].

Wszystkie stanowiska traganka wytrzymałego w polskich Tatrach znajdują się na obszarze Tatrzańskiego Parku Narodowego i to w większości na obszarze ochrony ścisłej. Najliczniejsze populacje były na Kobylarzu (ok. 600 pędów) i w Kobylarzowym Żlebie (ok. 500 pędów). Nie istnieją czynniki bezpośrednio mu zagrażające, jednak niewielka liczba stanowisk i niewielki obszar, na którym występuje uzasadniają zaliczenie go do gatunków zagrożonych.